# Wałerij Bondyk
Wałerij Anatolijowycz Bondyk, ukr. Валерій Анатолійович Бондик (ur. 1 kwietnia 1964 w Dobropolu, Ukraińska SRR) – ukraiński polityk i prawnik, deputowany do Rady Najwyższej V i VI kadencji, członek Najwyższej Rady Sprawiedliwości (marzec 2007 - maj 2013).

## Życiorys
Ukończył w 1985 studia w Donieckiej Wyższej Wojskowo-Politycznej Szkole Wojsk Inżynieryjnych i Łączności, a w 1996 prawo na Narodowym Uniwersytecie Prawa im. Jarosława Mądrego. Pracę zawodową zaczynał jako dowódca politolog w jednostkach wojskowych. Po przemianach politycznych od początku lat 90. pracował jako konsultant prawa w różnych przedsiębiorstwach. Od października 1998 obejmował stanowiska prawnika, kierownika arbitrażu w Metodowo-naukowym centrum zarządzania kryzysowego, sanacji i upadłości w Doniecku obwodu donieckiego, również od września 1999 uczył na Donieckim Państwowym Uniwersytecie Zarządzania.
Dołączył do Partii Regionów w maju 2006. W 2006 i 2007 z ramienia tego ugrupowania uzyskiwał mandat posła V i VI kadencji. W grudniu 2012 roku zakończył działalność parlamentarną.